# Juan Luis Morales
Juan Luis Morales fue un pediatra nacido en Marchena en 1900 y fallecido en Sevilla el 31 de julio de 1988.

## Biografía
A los 24 años obtiene plaza como profesor auxiliar de la Cátedra de Pediatría cen la Facultad de Medicina de Sevilla. Durante cerca de cuatro décadas fue director de la Escuela Departamental de Puericultura de Sevilla y la Jefatura de los Servicios de Sanidad Infantil y Maternal. Vicepresidente de la Junta Local de Protección de Menores de Sevilla y perteneciente a la Sociedad Internacional de Historia de la Medicina.
En su honor, la Escuela de Puericultura de Sevilla pasó a llamarse Instituto de Puericultura Juan Luis Morales. A título póstumo, fue nombrado Hijo Predilecto de la Villa de Marchena.
Escribió un volumen de 4000 páginas titulado El Niño de la Cultura Española, libro dedicado a la pediatría y puericultura.